# Campeonato Sul-Americano de Atletismo Júnior de 1964
O Campeonato Sul-Americano de Atletismo Júnior de 1964 foi a 5ª edição da competição de atletismo organizada pela CONSUDATLE para atletas com menos de vinte anos, classificados como júnior ou sub-20. O evento foi realizado em Santiago no Chile, entre 24 e 27 de setembro de 1964. O campeonato contou com cerca de 80 participantes de  sete nacionalidades, com destaque para a Argentina com 14 medalhas no total sendo 8 de ouro.

## Medalhistas
Esses foram os resultados do campeonato.
| Evento                 | Ouro                      | Ouro   | Prata                    | Prata  | Bronze                    | Bronze |
| ---------------------- | ------------------------- | ------ | ------------------------ | ------ | ------------------------- | ------ |
| 100 metros             | Araken da Costa (BRA)     | 10.5   | Manuel Planchart (VEN)   | 10.6   | Germán Oliva (ARG)        | 10.8   |
| 200 metros             | Andrés Calonge (ARG)      | 21.5   | Germán Oliva (ARG)       | 21.7   | Manuel Planchart (VEN)    | 21.8   |
| 400 metros             | Andrés Calonge (ARG)      | 48.7   | José Hidalgo (VEN)       | 48.9   | Adjalme de Carvalho (BRA) | 49.1   |
| 800 metros             | Adjalme de Carvalho (BRA) | 1:55.3 | Jorge Grosser (CHI)      | 1:56.4 | José Hidalgo (VEN)        | 1:56.5 |
| 1 500 metros           | Jorge Grosser (CHI)       | 4:06.7 | Armando Díaz (VEN)       | 4:09.2 | Homero Arce (CHI)         | 4:10.0 |
| 3 000 metros           | Carlos Loto (ARG)         | 9:04.6 | Paulo Fujinaga (BRA)     | 9:09.6 | Julio Maneiro (URU)       | 9:13.4 |
| 110 metros barreiras   | Jaime Davis (VEN)         | 15.3   | Fernando Moreno (CHI)    | 15.7   | Marcelo Moreno (CHI)      | 16.0   |
| 400 metros barreiras   | Adjalme de Carvalho (BRA) | 54.8   | Santiago Gordon (CHI)    | 55.2   | Jorge Almeida (ECU)       | 57.6   |
| 4×100 metros estafetas | Argentina                 | 41.4   | Chile                    | 41.8   | Brasil                    | 42.2   |
| 4×400 metros estafetas | Argentina                 | 3:19.8 | Venezuela                | 3:21.2 | Chile                     | 3:23.2 |
| Salto em altura        | Roberto Possi (ARG)       | 1.96   | Cristián Errazuris (CHI) | 1.93   | Carlos Colchado (PER)     | 1.85   |
| Salto com vara         | Hugo Argat (ARG)          | 3.85   | Gonzalo Fermín (VEN)     | 3.70   | Armando Frías (CHI)       | 3.60   |
| Salto em comprimento   | Araken da Costa (BRA)     | 7.49   | Peter Junge (CHI)        | 7.11   | Alfredo Boncagni (ARG)    | 6.95   |
| Salto triplo           | Admilson Chitarra (BRA)   | 13.77  | Mario Madrid (VEN)       | 13.65  | Aldo Beldruno (ARG)       | 13.65  |
| Arremesso de peso      | José Jacques (BRA)        | 16.56  | Álvaro Zucchi (BRA)      | 15.90  | Darwin Piñeyrúa (URU)     | 14.22  |
| Lançamento de disco    | José Jacques (BRA)        | 43.39  | Felipe Planillas (URU)   | 39.25  | Juan Sandoval (ARG)       | 38.06  |
| Lançamento do martelo  | Carlos Gatica (ARG)       | 49.76  | Jorge Pennachioni (ARG)  | 49.14  | Oswaldo Guaita (CHI)      | 49.12  |
| Lançamento do dardo    | Álvaro Zucchi (BRA)       | 62.11  | Rolf Hope (CHI)          | 60.62  | Werner Klötzer (CHI)      | 55.66  |
| Pentatlo               | Pedro Alexander (VEN)     | 2622   | Peter Junge (CHI)        | 2542   | Ramón Iriarte (VEN)       | 2348   |

## Quadro de medalhas (não oficial)
| Ordem | País      | Medalha de ouro | Medalha de prata | Medalha de bronze | Total |
| ----- | --------- | --------------- | ---------------- | ----------------- | ----- |
| 1     | Argentina | 8               | 2                | 4                 | 14    |
| 2     | Brasil    | 8               | 2                | 2                 | 12    |
| 3     | Venezuela | 2               | 6                | 3                 | 11    |
| 4     | Chile     | 1               | 8                | 6                 | 15    |
| 5     | Uruguai   | 0               | 1                | 2                 | 3     |
| 6     | Equador   | 0               | 0                | 1                 | 1     |
| 6     | Peru      | 0               | 0                | 1                 | 1     |